# Sumbe
Sumbe, voor 1975 Novo Redondo, is een stad in Angola en is de hoofdplaats van de provincie Cuanza Sul.

## Geschiedenis
Sumbe werd op 7 januari 1769 gesticht door de Portugese militair en koloniaal bestuurder José Rodrigues. Daaraan vooraf ging het besluit van de gouverneur van Angola Inocêncio de Sousa Coutinho, die in 1768 aan een groep ingenieurs de opdracht gaf om een geschikte locatie voor de plaats vast te stellen. De plaats werd Novo Redondo genoemd, naar het Portugese Redondo). In 1785 kreeg Novo Redondo een stenen vesting, in 1811 een kerk en in 1872 een ziekenhuis.
Als stichtingsjaar wordt tegenwoordig 1917 herdacht, toen de plaats tot kleine stad (Vila) werd verheven. In 1955 bezocht de Portugese president Craveiro Lopes de stad, die daarna hoofdstad van het district Kwanza Sul werd, en de status van stad (Cidade) kreeg.
Na de onafhankelijkheid in 1975 kreeg de stad zijn huidige naam.

## Sport
Op 10 september 2010 werd het stadion Estádio Municipal do Sumbe Comandante Hoji Ya Henda geopend, met een toernooi van drie Angolese profclubs en een 19- selectie van Sporting Lissabon uit Portugal. Het stadion biedt plaats aan 3500 toeschouwers en is de thuisbasis van Andorinhas Futebol Clube do Sumbe.
Op het strand van Sumbe is Beachvolleyball populair.

## Cultuur
Het jaarlijks door de provincie georganiseerde FestiSumbe is het grootste internationale muziekfestival van Angola. Het vindt jaarlijks in september plaats.

## Verkeer
Sumbe ligt aan de kust van de Atlantische Oceaan, maar beschikt niet over een noemenswaardige haven. Die bevindt zich bij Porto Amboim ca. 100 km naar het noorden. Er is wel een klein regionaal vliegveld, waarop onder andere door TAAG wordt gevlogen.
De belangrijkste toegang tot de stad is de wegverbinding van het 335 km naar het noorden gelegen Luanda naar het 170 km zuidelijker gelegen Lobito. Er zijn diverse regionale en interregionale busverbindingen.

## Bestuur

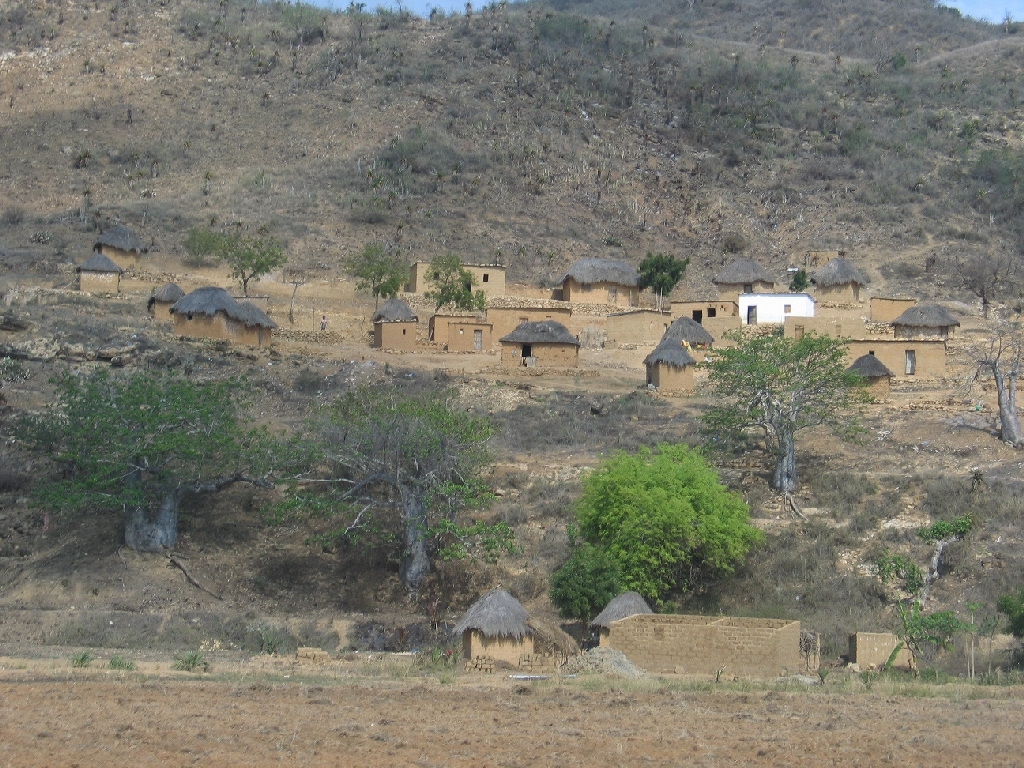
Dorp nabij Sumbe

Sumbe is zetel van de gelijknamige stedenkring (Municipio) van de provincie Cuanza Sul. Het is ook hoofdstad van de provincie. Volgens de volkstelling van 2014 bedroeg het aantal inwoners van de município Sumbe 280.000 personen; voor 2018 werd een geschat aantal van 314.000 verwacht.
De município bestaat uit vier gemeenten (Comunas):
- Gangula
- Gungo
- Kicombo
- Sumbe